# 徳島市民歌
「徳島市民歌」（とくしましみんか）は、徳島県の県庁所在地である徳島市が制定した市民歌。以下の3代が存在する。
1. 1940年（昭和15年）制定。作詞・佐藤惣之助、作曲・内田元。
2. 1948年（昭和23年）制定。作詞および作曲・蒲池正紀。
3. 1953年（昭和28年）制定。作詞・木村忠徳、作曲・藤山一郎。

現在の市民歌は3.である。

## 現市民歌
現行の「徳島市民歌」は、1952年（昭和27年）のサンフランシスコ講和条約の発効記念事業として制定が提唱され、翌1953年（昭和28年）の憲法記念日に合わせて制定告示が行われた。「徳島市民歌」の表題を冠する楽曲としては3代目だが“市の象徴”としての楽曲は1928年（昭和3年）10月1日制定の「徳島市歌」（作詞・武市恒夫、作曲・幾尾純）が初代とされており、現行の3代目「徳島市民歌」は“市の象徴”としての楽曲という位置付けでは旧「徳島市歌」を継ぐ“2代目”とみなされるため、関係性が複雑になっている。
作詞は2代目に引き続き懸賞募集によるもので、9月27日に最終審査を行い応募総数58篇から鳥取県東伯郡北条町（現在の北栄町）の会社員・木村忠徳の応募作が入選したことが発表され、藤山一郎に作曲を依頼した。制定後、1954年（昭和29年）7月23日には徳島市民会館で行われたNHK徳島放送局の開局20周年記念式典で作曲者の藤山がゲストに招かれ、来場者を対象に市民歌の歌唱指導を行っている。
徳島市議会の市側答弁では、1958年（昭和33年）頃まで市が主催する行事や成人式で演奏していたが「市民の皆様方への浸透は薄く、市民歌として定着するほどに至らなかった」とされており、市の公式サイトでも特に紹介は設けられていない。

## 過去の徳島市民歌
現市民歌の制定までに、以下の2曲が「徳島市民歌」の表題で作成された。この2曲は1928年（昭和3年）制定の「徳島市歌」を代替するものではなく、並立していたものと考えられる。

### 初代（1940年）
初代の「徳島市民歌」は1940年（昭和15年）1月7日に徳島市役所で立ち上げられた皇紀二千六百年記念事業委員会において「市民は、協和精神をもって聖戦目的の完遂に邁進し、自治精神を涵養して市政の健全な発展に寄与する」ことを制定意義とした市民歌の作成が提言された。
作詞は釣りを趣味として徳島を何度も訪れていた詩人の佐藤惣之助に、作曲は大阪中央放送局専属の内田元にそれぞれ依頼され、10月に制定告示が行われる。制定時にタイヘイレコードがA面に市民歌、B面に行進曲アレンジを吹き込んだSP盤（規格品番：M1844）を製造した。
市ではこの初代「徳島市民歌」を1928年（昭和3年）制定の「徳島市歌」に代替するものとは認識していなかったと考えられ、昭和17年版『徳島市勢要覧』では巻頭に「徳島市歌」および「徳島市民歌」両方の歌詞と楽譜が掲載されているため「2曲並立」の扱いを受けていたことがうかがえるが、歌詞の内容から1945年（昭和20年）の太平洋戦争終結を以て演奏されなくなった。
初代「徳島市民歌」の歌詞と旋律はいずれも著作権の保護期間を満了し、パブリックドメインとなっている。
一、
興亜の光 美はしく 栄ゆる皇国 畏みて
進む文化に 産業に 海港を開き 地を伸る
われら徳島 大徳島
二、
眉山の花の くれなゐに みどりもゆかし お城山
伝統正しく 新しく 挙りて励む 精神こそ
われら徳島 大徳島
三、
鳴門の渦の 勢よく 四国三郎 溌溂と
親和協力 一にして 時代の流れ 衝すすむ
われら徳島 大徳島
四、
南に臨む 太平洋 北は本土に 波一重
共栄四国の 表口 護りて開け 大資源
われら徳島 大徳島

### 2代目（1948年）
2代目の「徳島市民歌」は1940年（昭和15年）制定の初代が戦後復興期の時勢に適合しなくなったため、1948年（昭和23年）の市制60周年を記念し「市民の復興意慾をかきたてるような新しい徳島市民歌」として懸賞募集を行ったものである。作詞・作曲のいずれも懸賞募集に諮られたが、徳島工業専門学校（徳島大学工学部の前身）教授の蒲池正紀が最初から楽譜を添えて完成版の楽曲で応募したものを採用したことが9月6日に発表され、10月1日の置市60周年記念式典で初演奏が行われた。
この2代目市民歌は4年半後に現行の3代目市民歌が制定されたため、短期間しか存続しなかった。